# Renault Koleos
O Koleos é um utilitário esportivo de porte médio da Renault. Na Coreia do Sul é comercializado com o nome de Renault Samsung QM5 SUV.
Algumas versões são equipadas com transmissão continuamente variável (Câmbio CVT).

## Galeria
- Primeira geração (2007-2015)
- Segunda geração (2016-presente)